# Io Volcano Observer
Io Volcano Observer (IVO) è una proposta di missione spaziale a basso costo della NASA per l'esplorazione di Io, satellite naturale di Giove. Il principale obiettivo scientifico è ottenere una miglior comprensione dei processi che avvengono all'interno di Io, che le forze mareali di Giove hanno reso il mondo più vulcanico del sistema solare. Uno studio dettagliato di Io potrebbe avere implicazioni dirette per la storia termica di Europa e Ganimede, oltre a fornire approfondimenti su altri mondi riscaldati dalle maree come Titano ed Encelado. I dati di IVO potrebbero anche migliorare, in generale, la comprensione degli oceani di magma e quindi la prima evoluzione della Terra e della Luna.
IVO è simile al concetto di Io Orbiter suggerito per il Programma New Frontiers dal Planetary Science Decadal Survey 2013-2022 del National Research Council degli Stati Uniti. La missione è stata proposta al Programma Discovery della NASA dall'Università dell'Arizona e dall'Applied Physics Laboratory della Johns Hopkins University nel 2010, nel 2015 e nel 2019 e sarà probabilmente riproposta per essere selezionata come futura missione del programma Discovery.
Nel 2020, IVO è stata selezionata tra le quattro finaliste del Programma Discovery per ulteriori studi, tuttavia, nella fase finale della selezione di Discovery 15 e 16 sono state scelte DAVINCI e VERITAS, entrambe missioni per l'esplorazione di Venere.
Se fosse lanciata nel 2029 IVO, assieme a Europa Clipper e JUICE formerebbe negli anni 2030 un autentico osservatorio spaziale nel sistema gioviano.

## Profilo della missione

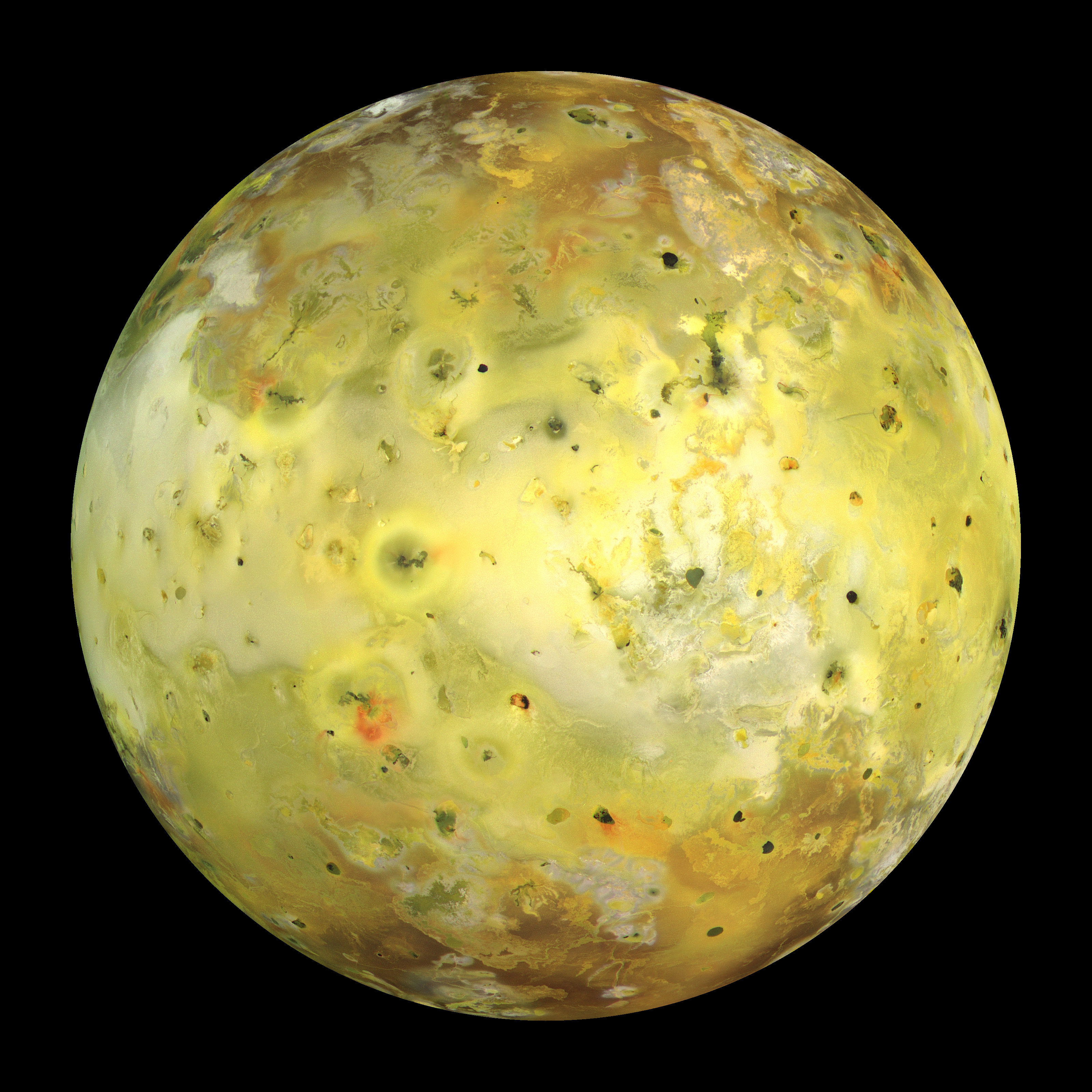
Io a colori ripreso dalla sonda Galileo.

La proposta prevede un lancio che consenta una traiettoria MEGA (Mars-Earth Gravity Assist), utilizzando sia Marte che la Terra per eseguire fionde gravitazionali e raggiungere Giove nell'agosto 2033. Dopo un sorvolo di Io appena arrivata nel sistema gioviano, la sonda si inserirà in un'orbita inclinata attorno a Giove di 45 gradi. Durante il resto della missione primaria, IVO sorvolerebbe la luna nove volte in 4 anni. Durante ciascuno di questi incontri, la sonda si avvicinerebbe a Io dalla sua regione polare nord, attraverserebbe il suo equatore a un'altitudine compresa tra 200 e 500 chilometri e si allontanerebbe passando sopra la sua regione polare meridionale. La sonda effettuerebbe dei veloci fly-by alla velocità di 18 km/s con una frequenza tra un sorvolo all'altro che va dai 78 ai 260 giorni, e ciò, unito all'orbita inclinata, consentirebbe di limitare le radiazioni di Giove, che sarebbero solo la metà di quelle ricevute dalla sonda Juno durante la sua missione.
Il tempo e la posizione dell'approccio più vicino sono accuratamente ottimizzati per ottenere le migliori osservazioni del campo magnetico indotto, dell'ampiezza di librazione e del campo gravitazionale di Io. I vulcani in eruzione sarebbero osservati sia alla luce solare che al buio, per individuare al meglio le composizioni laviche. La distribuzione del calore emanato da Io sarà misurata da prospettive polari, non eseguite dalla sonda Galileo e che non possono essere osservate dalla Terra. IVO campionerà anche il complesso mix di molecole ionizzate e neutre di plasma e gas attorno alla luna. Il veicolo spaziale è stato progettato per sopravvivere alla missione primaria e avrebbe probabilmente molte possibilità di poter compiere missioni estese.

## Obiettivi

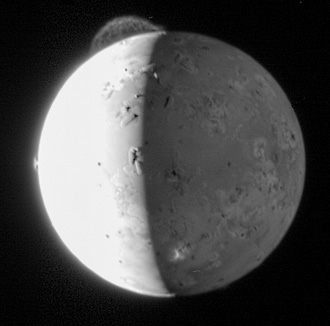
Immagine ripresa nel 2007 dalla telecamera LORRI della sonda New Horizons, di passaggio nel suo viaggio verso Plutone: nei pressi del polo nord di Io è visibile un enorme pennacchio che si innalza sopra al vulcano Tvashtar per 290 chilometri.

Il vulcanismo su Io fu scoperto dalle sonde Voyager nel 1979; successivamente la sonda Galileo esplorò il sistema gioviano e, nonostante alcune buone riprese, le intense radiazioni di Giove mandarono in modalità safe mode i suoi strumenti diverse volte, causando perdite di dati; inoltre la sua strumentazione risaliva a un progetto degli anni ottanta. Il Principal Investigator di IVO, il geologo planetario Alfred McEwen, ha in diverse occasioni sottolineato l'importanza di una missione dedicata per comprendere meglio gli effetti che le forze mareali hanno sull'interno di corpi rocciosi. Io è sottoposto all'enorme forza gravitazionale generata da Giove, e d'altra parte, ha un legame anche con le più esterne Europa e Ganimede, con le quali si trova in rotazione sincrona in un rapporto di 4:2:1. I materiali volatili ricchi di composti chimici eruttati da Io si sono sparsi nell'intero sistema gioviano, Europa compresa, e potrebbero aver nutrito l'oceano sottostante di ingredienti favorevoli allo sviluppo di forme di vita. Esiste un dibattito tra gli scienziati a proposito della struttura interna di Io: alcuni sostengono che l'interno, al di sotto della fredda e rocciosa superficie, sia prevalentemente solido e il calore venga generato nel mantello superficiale; altri ritengono invece che il calore sia ampiamente distribuito e al suo interno si nasconda un oceano di magma globale.
In breve, i principali obiettivi della missione sono:
- Determinare il grado e la distribuzione della fusione nel mantello di Io
- Determinare la struttura litosferica di Io
- Determinare dove e come Io perde il calore interno
- Misurare l'evoluzione orbitale di Io
- Determinare il tasso attuale di perdita di elementi volatili da Io

### Strumenti

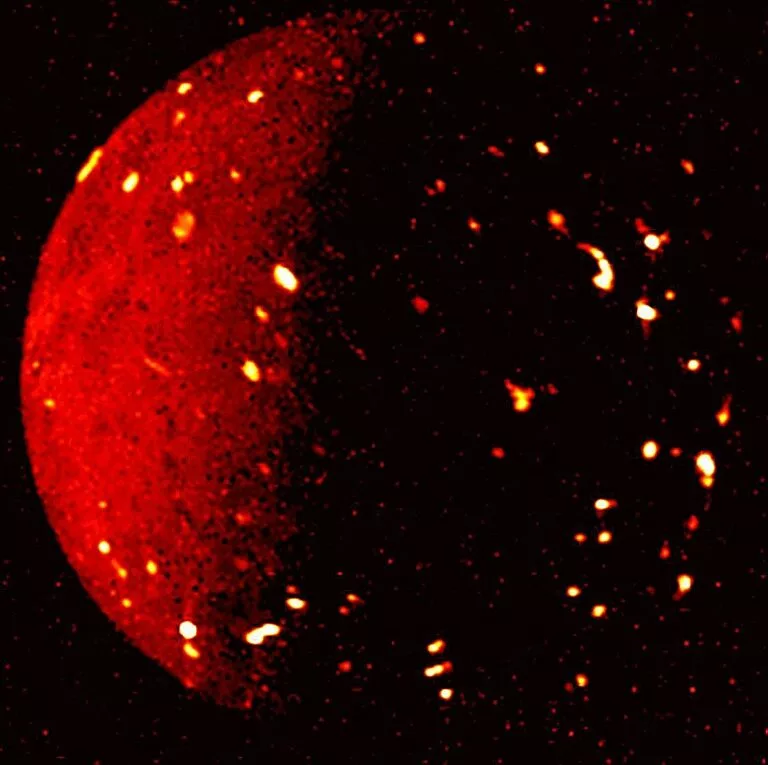
Immagine ripresa nell'infrarosso dalla sonda Juno, che mostra l'attività vulcanica nel luglio 2022.

Il carico utile scientifico di IVO è tutto basato su strumenti che sono stati sviluppati per altre missioni.
- Narrow-Angle Camera (NAC): fotocamera CMOS, immagini in 12 diverse bande passanti. Derivata dalla fotocamera EIS NAC di Europa Clipper.
- Thermal Mapper (TMAP): derivato dallo strumento MERTIS di BepiColombo, include un microbolometro e un radiometro per mappatura termica e composizioni di silicati.
- Dual Fluxgate Magnetometers (DMAG): due unità di magnetometri fluxgate con una sensibilità di 0,01 nT. Fa riferimento ai magnetometri su InSight.
- Planetary Instrument for Magnetic Sounding (PIMS): derivato dallo strumento PIMS di Europa Clipper, per caratterizzare gli strati interni elettronicamente conduttivi di Io.
- Ion and Neutral Mass Spectrometer (INMS): spettrometro di massa, derivato dal sensore NIM dello strumento PEP di JUICE.
- Nello studio di fase A viene presa in considerazione anche una fotocamera grandangolare (WAC) costruita dagli studenti universitari e basata sulla fotocamera EIS WAC di Europa Clipper.